# هند طاهر
هند طاهر (22 يونيو 1944 - 7 أبريل 2020) ممثلة لبنانية.

## حياتها
بدأت حياتها الفنية من خلال المسرح المدرسي، بعدها اتجهت إلى احتراف التمثيل رغم معارضة أهلها، كانت بداية انطلاقتها من خلال التلفزيون، وشاركت بعدة مسلسلات منها (مسحر رمضان) عام 1967، وبعدها شاركت في عدد من الأفلام المصرية واللبنانية.

## من أعمالها

### مسلسلات
- ثورة الفلاحين (2018)
- عشرة عبيد صغار (2014)
- أماليا (2013)
- متر ندى (2010)
- رمح النار (1999)
- حوش المصاطب (1995)
- حكايتي (1987)
- البخلاء (1983)
- عيوق ورفقاتوا (1983)
- سيف دحيلان (1982)
- أربع مجانين وبس (1982)
- رجال القضاء الجزء الثاني (1981)
- ليالي شهرزاد (1980)
- بربر آغا (1979)
- عليا وعصام (1977)
- سمرا (1977)
- الخنساء (1977)
- رأس غليص (1976)
- الدنيا هيك (1976)
- دليلة والزيبق (1976)
- فارس ونجود (1974)
- القناع الأبيض (1974)
- البؤساء (1974)
- مذكرات ممرضة (1973)
- العائلة السعيدة (1973)
- المفتش (1973)
- التائه (1970)
- مغامرات نادر (1969)
- أبو المراجل (1969)
- مسحر رمضان (فاعل خير) (1967)
- يا صبر أيوب (1967)

### أفلام
- قهوة بورصة مصر (2019)
- رصاصة طايشة (2009)
- كريم أبو شقرا في خدمة العلم (1994)
- لمن يغني الحب (1990)
- أحلام على الماء (1986)
- الصرخة (1985)
- احذروا سالم الفري (1985)
- سامحني حبيبي (1983)
- الليل الأخير (1982)
- زوجتي من الهيبز (1973)
- الضياع (1971)
- الحب والفلوس (1969)
- فرسان الغرام (1968)
- النصابين الثلاثة (1968)
- شارع الضباب (1967)
- غارو (1965)

## وفاتها
توفيت في بيروت في السابع من أبريل 2020 عن عمر ناهز 76 عامًا بعد معاناتها من مرض السرطان.

## روابط خارجية
- هند طاهر على موقع قاعدة بيانات الأفلام العربية